# Homme de Lauricocha
L’Homme de Lauricocha est le nom donné à un ensemble de fossiles d'Homo sapiens datés de 9500 à 9150 av. J.-C., trouvés dans la Cordillère centrale du Pérou. Ces fossiles ont été découverts en 1958-59 par Augusto Cárdich dans les grottes de Lauricocha. Il s'agit de onze individus, quatre adultes et sept enfants, qui comptent, avec ceux de Paiján, au nombre des restes humains les plus anciens du pays. Les grottes de Lauricocha ont également livré des pointes de flèche en pierre et en os, et des peintures rupestres.

## Situation
La région de Lauricocha occupe la confluence des sources du río Marañón et de l'Amazone, à proximité du lac de Lauricocha, dans le district de San Miguel de Cauri, province de Lauricocha, dans le département de Huánuco. Elle s'étage entre 3 900 et 4 500 m d'altitude . Quand les glaciers se sont retirés, à partir de 9700 av. J.-C., cette zone est devenue propice à la colonisation humaine. Les affleurements rocheux et les falaises sont parsemés de grottes et d'abris sous roche, comme celles de Lauricocha, situées au milieu d’une ancienne vallée glaciaire, sur les hauteurs de Huánuco.

## Historique
En 1958-59, l'archéologue péruvien Augusto Cárdich (1923-2017) a découvert dans ces grottes onze squelettes humains incomplets, 4 adultes et 7 enfants. Ces restes paraissaient intentionnellement mutilés. Il y avait autour des grattoirs et éclats lithiques, des ossements fossiles de lamas et de cervidés, des racines et tubercules fossilisés, des projectiles et outils en os et en pierre, et sur les parois des peintures rupestres.

## Mode de subsistance
Les grottes de Lauricocha ont abrité durant la première moitié de l'Holocène un important groupe de chasseurs-cueilleurs qui utilisaient les grottes comme refuge naturel. La région abondait en espèces animales appréciées pour leur viande, surtout les cervidés et camelidés (vigognes, guanacos). D'après les vestiges fossiles d'animaux, les hommes de Lauricocha ont d'abord eu un régime alimentaire à base de cervidés (Lauricocha I, 10000 - 8000 av. J.-C.), puis de camélidés (Lauricocha II, 8000 - 5000 av. J.-C.). On trouve en revanche peu de restes d'oiseaux ou d'autres animaux.
C'étaient des chasseurs nomades vivant en tribus, qui chassaient sur le mode du chaco (chasse des incas), comme l'attestent les peintures rupestres. On relève un début de spécialisation des tâches et une hiérarchie primitive dans la défense collective comme dans les pratiques funéraires. Cardich trouve des traces de sédentarisation pour la période de Lauricocha II, où les hommes commençaient à collecter plus régulièrement des plantes sauvages.

## Sépultures
Les tombes des adultes sont dépouillées, sans offrandes ni signes de classe. Elles semblent avoir été creusées à la hâte. Une des sépultures les plus remarquables est la nº 6, avec un sujet présentant une déformation volontaire du crâne.
Les tombes d'enfants, au contraire, révèlent un modèle de sépulture tout différent. Les corps de trois d'entre eux (nº 9, nº 10 et nº 11) ont été enterrés avec soin selon un mystérieux rite funéraire, mêlés de divers objets en manière d'offrande : colliers de perles en os et turquoise, coquillage du genre Pecten, divers objets de silex et pointes de flèche en pierre,.
Dans le cas de la sépulture nº 11, on voit clairement qu'un foyer a été allumé au-dessus de la tombe, peut-être parce qu'ainsi le corps enterré pourrait se réchauffer. On a relevé la présence d'hématite en poudre (un oxyde de fer) recouvrant les ossements de l'enfant. Il faut aussi noter l'emploi d'ocre rougeâtre pour la sépulture nº 9 et d'ocre jaune pour la sépulture nº 10.
On pense que la différence de mode de sépulture entre enfants et adultes était intentionnelle et correspondait à un rituel spécifique où l'on faisait des offrandes de différents types.
Presque tous les squelettes étaient incomplets ; par exemple, l'un n'avait plus de jambe. Pour les uns, les corps auraient été exhumés et mutilés par des animaux sauvages ; pour d'autres, les morts auraient péri dans un combat entre humains. Cardich rejette cette hypothèse, soutenant qu'il s'agit d'un rituel funéraire de mutilation, dans un contexte de sacrifice humain. Les corps étaient côte à côte, les extrémités légèrement fléchies.

## Caractéristiques physiques
Les caractéristiques principales de l'Homme de Lauricocha sont :
- Crâne allongé (dolychocéphale)
- Face large
- Stature moyenne (162 cm)
- Jambes courtes et musclées (propres aux chasseurs nomades)
- Dents pointues (adaptées pour découper les muscles du gibier)

## Pointes de flèche
Les projectiles lithiques trouvés à Lauricocha ressemblent beaucoup à ceux trouvés sur le complexe d'Ayampitín, dans la sierra argentine, ce qui suggère qu'ils se rattachent à une tradition lithique plus vaste, de chasseurs avancés de la cordillère andine. La succession de cultures, reconstituée à partir des outils et des projectiles trouvés, permet un découpage en trois phases  :
- La première phase, appelée Lauricocha I (10000 – 8000 av. J.-C.), se caractérise par la prédominance de pointes foliacées (en forme de feuille d'arbre) et de bifaces.
- La seconde phase, Lauricocha II (8000 – 5000 av. J.-C.), se caractérise par la présence de pointes de flèche en feuilles de saule et d'autres formes triangulaires à base droite.
- La troisième phase, dite Lauricocha III (5000 – 4000 av. J.-C.) se caractérise par la prédominance d'outils en os, avec peu d'artéfacts lithiques. Les pointes de flèche sont petites et de forme rhomboïdale, avec pédoncule ou une entaille à la base.

## Art rupestre

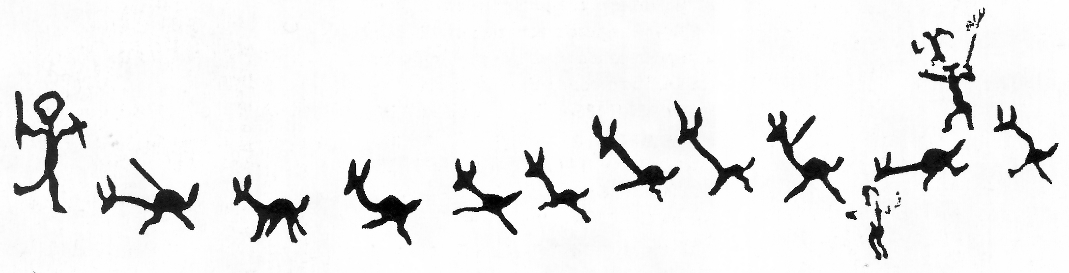
Peinture rupestre de la grotte de Chaclaragra, à Lauricocha (140 cm d'un bord à l'autre)

À travers la région de Lauricocha et au-delà, on a trouvé des manifestations variées d'art rupestre, au point qu'elles ont permis d'établir une première succession des styles dans les Andes centrales du Pérou.
Cárdich a distingué deux styles d'art rupestre successifs : les scènes semi-naturalistes, avec représentations d'animaux en troupeaux, scènes de chasse et parfois de danse, sont les plus anciennes et forment la période de Lauricocha I ; un second style, postérieur, est constitué de dessins non figuratifs.
Dans la grotte nº 3 de Chaclaragra (zone de Lauricocha) on trouve le premier style. Peint en rouge foncé, un lama harcelé est aux prises avec des chasseurs armés de javelots ; deux autres lamas ont été blessés et leurs corps sont lardés de javelots. Ces peintures illustrent la méthode de chasse de l'Homme de Lauricocha.